# Taraxacum laticordatum
Taraxacum laticordatum là một loài thực vật có hoa trong họ Cúc. Loài này được Markl. miêu tả khoa học đầu tiên năm 1938.